# 102-мм корабельна гармата QF 4 inch Mk V
102-мм (4-дюймова) універсальна корабельна артилерійська система марки QF Mark V (англ. QF 4 inch Mk V naval gun) — британська універсальна гармата часів Першої та Другої світових війн. Артилерійська система QF Mk V була прийнята на озброєння Королівського ВМФ Великої Британії як основна корабельна артилерія на крейсерах та есмінцях, а також, як допоміжне корабельне озброєння бойових кораблів різного типу. Модифікована версія корабельної гармати QF 4 inch Mk XV встановлювалася на лінійний корабель «Резолюшн» та лінійний крейсер HMS «Ріпалс» на нетривалий час.